# Staatliche Schlösser und Gärten Hessen

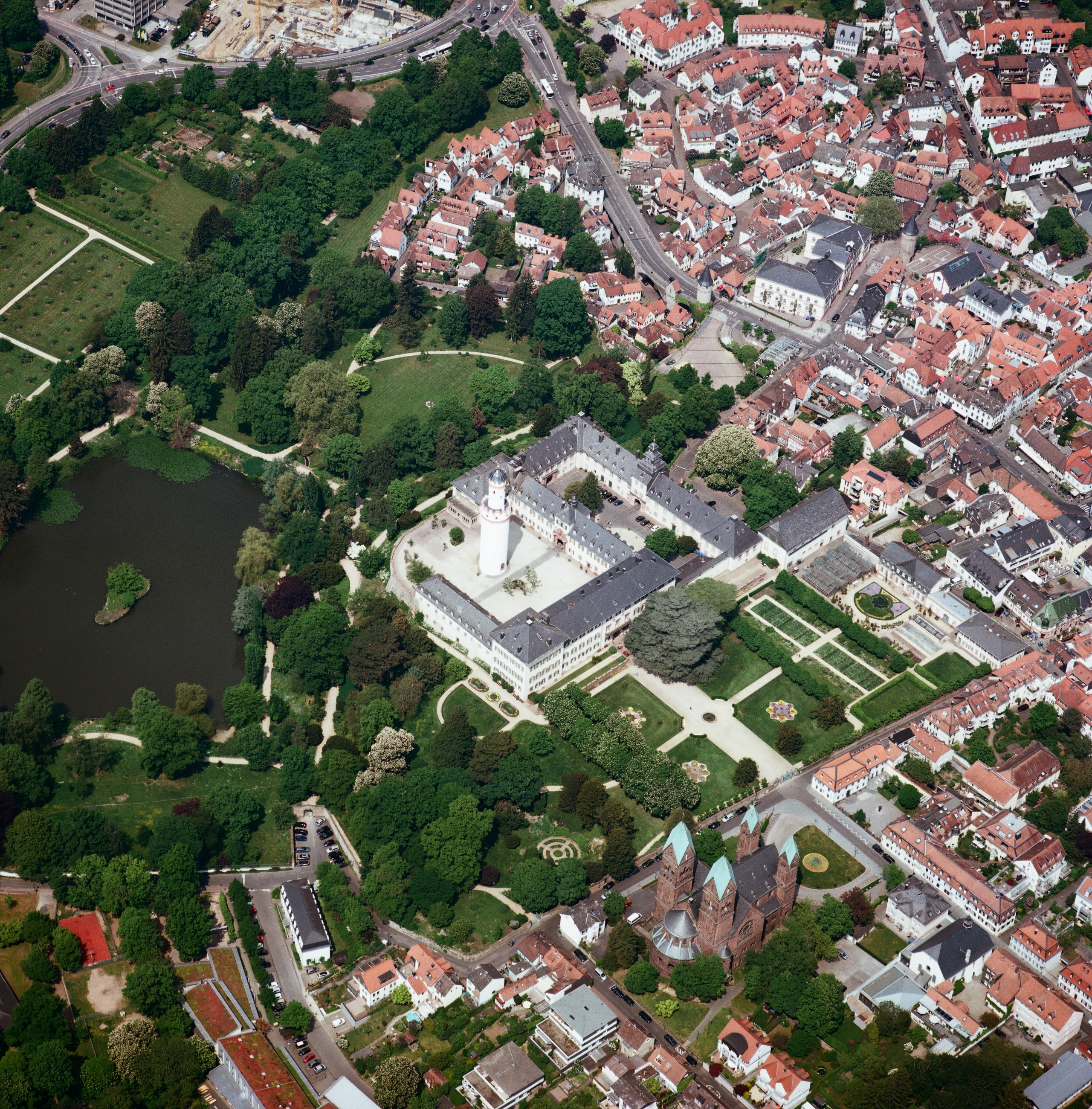
Schloss Bad Homburg (Foto: 2016)

Die Staatliche Schlösser und Gärten Hessen ist eine hessische Landesbehörde und betreut fast 50 historische Anlagen im gesamten Bundesland. Die heutige Verwaltung ist die Nachfolgerin der ehemaligen preußischen „Verwaltung der Staatlichen Schlösser und Gärten“, die nach der Vermögensauseinandersetzung zwischen dem Haus Hohenzollern und dem preußischen Staat am 1. April 1927 gegründet worden war. Bis 2020 nannte sich die Institution „Verwaltung der staatlichen Schlösser und Gärten Hessen.“ Sitz der Verwaltung ist das Schloss Bad Homburg. Direktorin ist seit dem Jahr 2018 die Juristin Kirsten Worms.

## Aufgaben
Aufgabe der Schlösserverwaltung ist es, landesgeschichtlich bedeutsames historisches Erbe denkmalfachlich zu pflegen, zu erforschen, zu präsentieren und zu vermitteln. Die Vermittlung erfolgt durch Ausstellungen, Führungen, denkmal- und museumspädagogische Angebote, Tage der offenen Tür, Veranstaltungen und zahlreiche Veröffentlichungen – darunter auch Parkpflegewerke.

## Geschichte

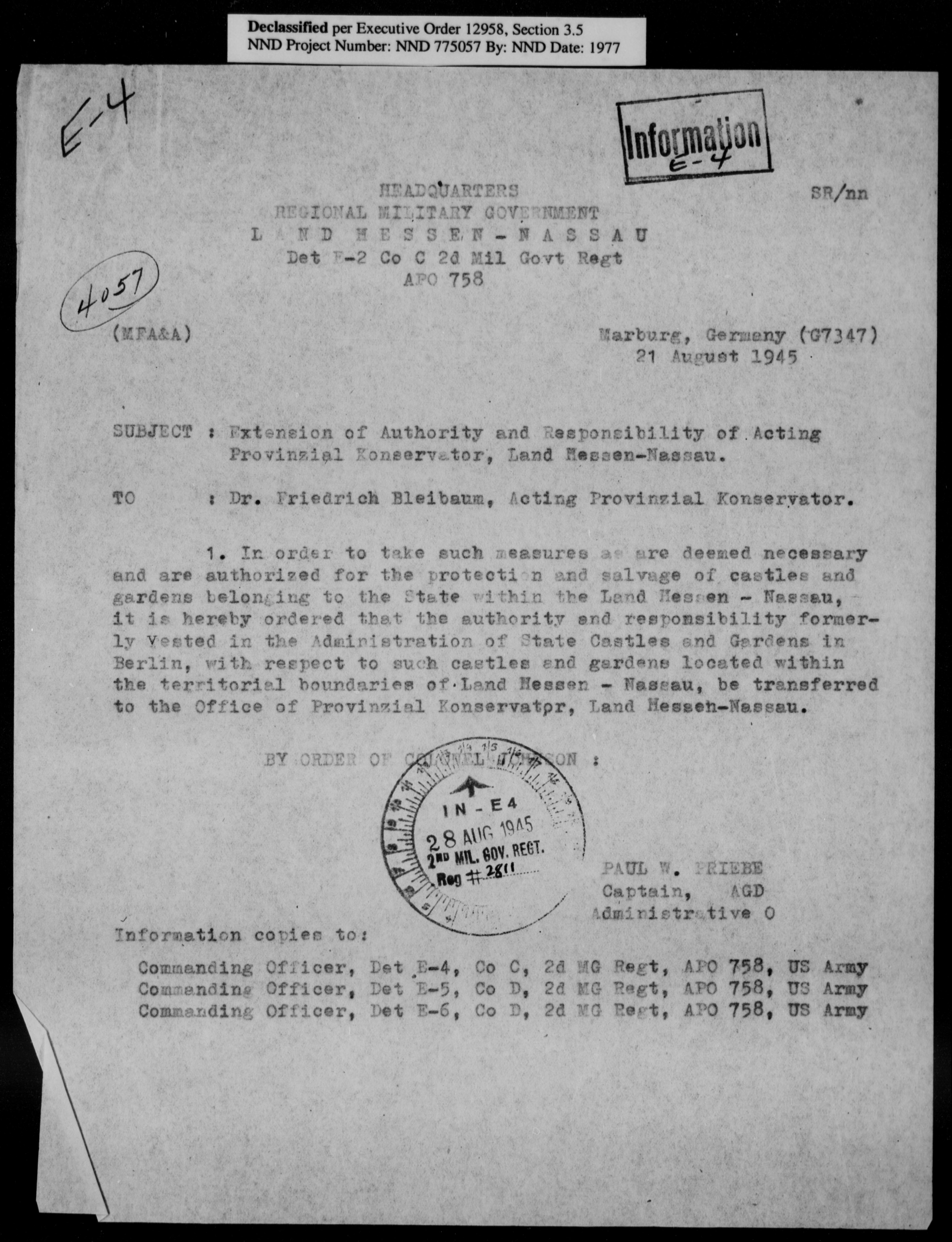
Schreiben der Militärregierung vom August 1945, in dem Friedrich Bleibaum die Schlösserverwaltung kommissarisch übertragen wird

Die Verwaltung kann als Rechtsnachfolger der preußischen „Verwaltung der Staatlichen Schlösser und Gärten“ angesehen werden, die nach der Vermögensauseinandersetzung zwischen dem Haus Hohenzollern und dem Freistaat Preußen am 1. April 1927 gegründet worden war und 1945 aufgelöst wurde. Die ehemals dem Land Preußen gehörenden Baudenkmäler gingen nach Inkrafttreten des Kontrollratsgesetz Nr. 46 im Februar 1947 in den Besitz des Bundeslandes Hessen über. Bereits am 21. August 1945 übertrug die amerikanische Militäradministration dem Landeskonservator Friedrich Bleibaum die kommissarische Verwaltung der Schlösser und Gärten auf dem Gebiet des Landes Hessen-Nassau. Diese Verfügung wurde nach der Gründung von Groß-Hessen um das Gebiet des ehemaligen Volksstaates Hessen erweitert. Nachdem Bleibaum die Verwaltung über fünf Jahre in Personalunion mit seinem Amt als oberster Denkmalpfleger innegehabt hatte, wurde Karl Nothnagel erster Leiter der 1951 gegründeten, dem damaligen Kultusministerium untergeordneten, Landesbehörde. Der Dienstsitz wurde dabei von Marburg nach Bad Homburg verlegt. Im September 2020 legte die Behörde ihren Namensbestandteil „Verwaltung“ ab und beendete damit eine 93 Jahre andauernde Tradition der Benennung.
Die Behörde ist Teil der bundesweiten Arbeitsgemeinschaft Deutscher Schlösserverwaltungen (AGDS) und seit dem 1. Oktober 2023 assoziiertes Mitglied bei Europa Nostra.

## Organisation
Die Staatliche Schlösser und Gärten Hessen ist eine nachgeordnete Behörde des Hessischen Ministeriums für Wissenschaft und Forschung, Kunst und Kultur. Sitz der Hauptverwaltung ist das Schloss Bad Homburg. Es gibt dort unter anderem Fachabteilungen für 
- Bauangelegenheiten und Denkmalpflege
- Gärten, Parks und Gartendenkmalpflege
- Museen
- Restaurierung
- Welterbe Lorsch

Daneben gibt es rund 10 Außenstellen bei den Liegenschaften. Direktorin ist seit 2018 die Juristin Kirsten Worms.

## Bestand
Derzeit betreut die Schlösserverwaltung über 40 historische Ensembles, Einzeldenkmäler, Museen in Schlössern und ehemaligen Klöstern, Parks, Gärten und Ruinen:
Nach Ortslage alphabetisch sortiert
- Altweilnau: Burg Altweilnau
- Bad Hersfeld: Stiftsruine Hersfeld
- Bad Homburg: Schloss Bad Homburg
- Bad Karlshafen: Hafenbecken
- Bensheim: Staatspark Fürstenlager
- Bensheim: Schloss Auerbach
- Breuberg: Burg Breuberg
- Butzbach: Fürstengruft in der Markuskirche
- Cornberg: Kloster Cornberg
- Darmstadt: Prinz-Georg-Garten
- Darmstadt: Fürstengruft in der Stadtkirche
- Eiterfeld: Burg Fürsteneck
- Erbach: Schloss Erbach
- Felsberg: Felsburg
- Fischbachtal: Schloss Lichtenberg
- Friedberg: Adolfsturm
- Friedberg: St. Georgsbrunnen
- Fulda: Propstei Johannesberg
- Geinsheim am Rhein: Zeppelindenkmal
- Gelnhausen: Kaiserpfalz Gelnhausen
- Heidenrod-Geroldstein: Burg Geroldstein
- Glashütten: Kastell Kleiner Feldberg
- Hanau: Staatspark Wilhelmsbad
- Hirschhorn: Burg Hirschhorn
- Hohenstein: Burg Hohenstein
- Kaichen: Römerbrunnen
- Hopfmannsfeld: Galgen
- Lorsch: Welterbe Kloster Lorsch
- Merenberg: Burg Merenberg
- Michelstadt: Einhardsbasilika
- Mühltal: Burg Frankenstein
- Münzenberg: Burg Münzenberg
- Neustadt: Junker-Hansen-Turm
- Oberreifenberg: Burg Reifenberg
- Oestrich-Winkel: Brentanohaus
- Ortenberg: Kloster Konradsdorf
- Otzberg: Veste Otzberg
- Rosbach vor der Höhe: Kastell Kapersburg
- Rüdesheim am Rhein: Ehrenfels, Bestandteil des UNESCO-Welterbes Kulturlandschaft Oberes Mittelrheintal
- Rüdesheim am Rhein: Niederwalddenkmal und Landschaftspark Niederwald, Bestandteil des UNESCO-Welterbes Kulturlandschaft Oberes Mittelrheintal
- Schröck: Elisabethbrunnen
- Seligenstadt: Kloster Seligenstadt
- Sinntal: Burg Schwarzenfels
- Spangenberg: Schloss Spangenberg
- Steinau an der Straße: Schloss Steinau
- Walsdorf: Hutturm
- Weilburg: Schloss Weilburg
- Wiesbaden: Schlosspark Biebrich

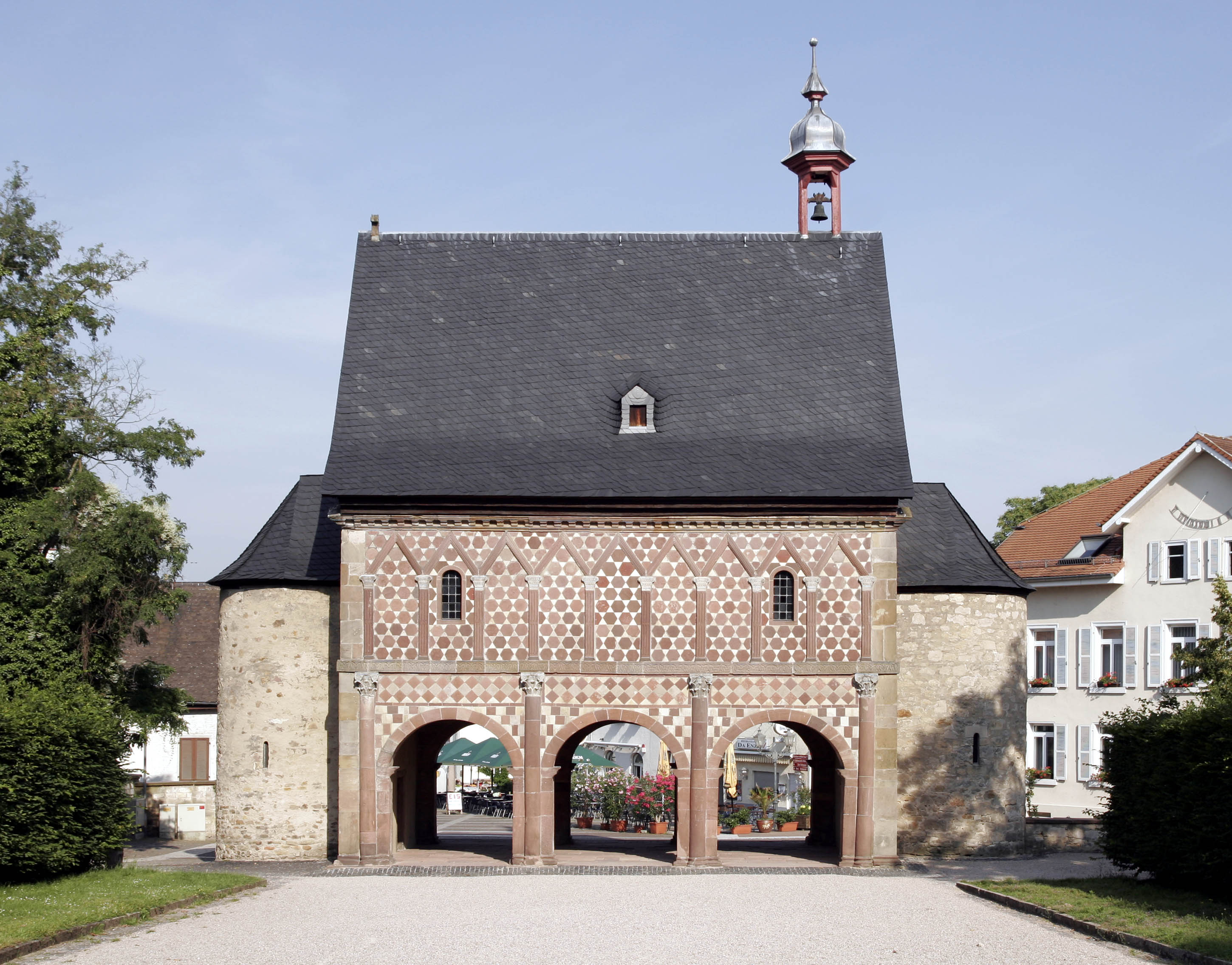
Torhalle Kloster Lorsch – UNESCO-Welterbe
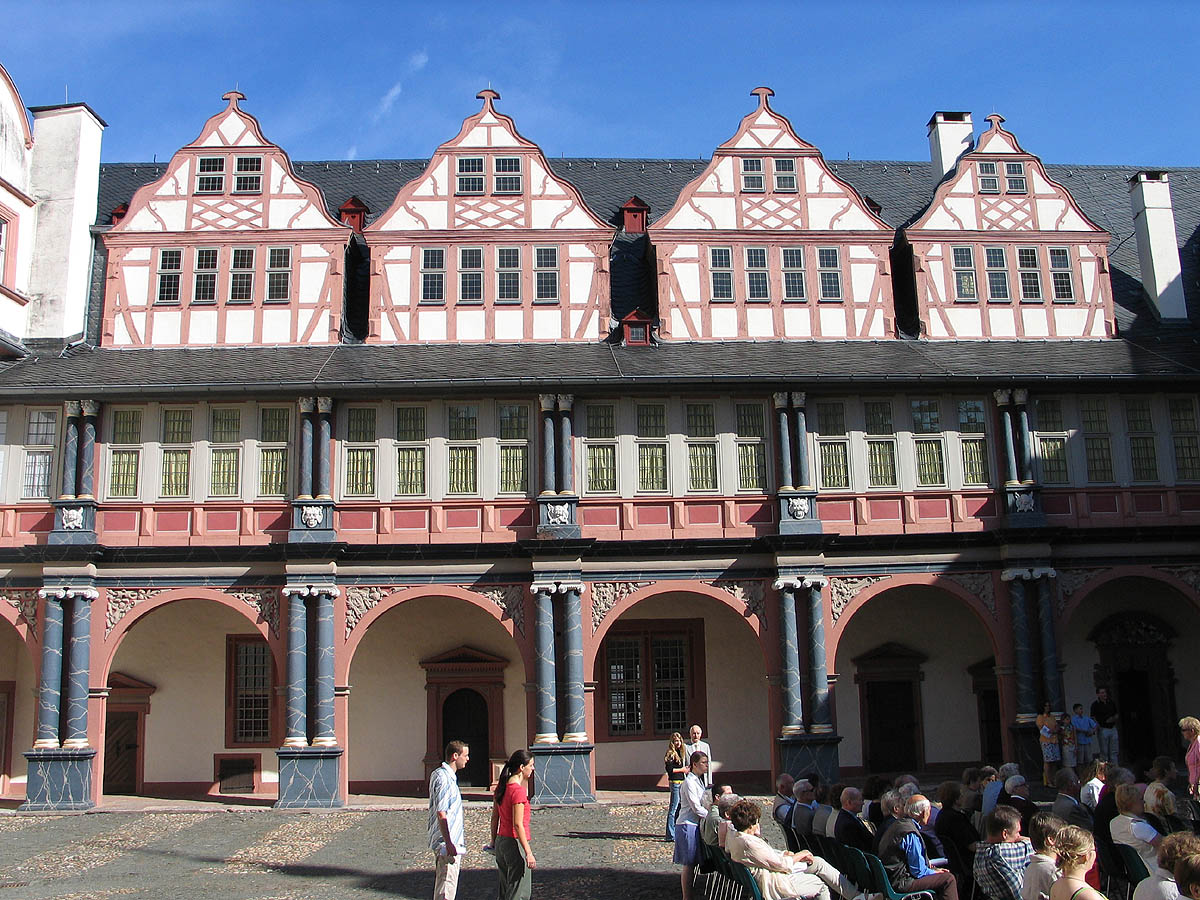
Schloss Weilburg
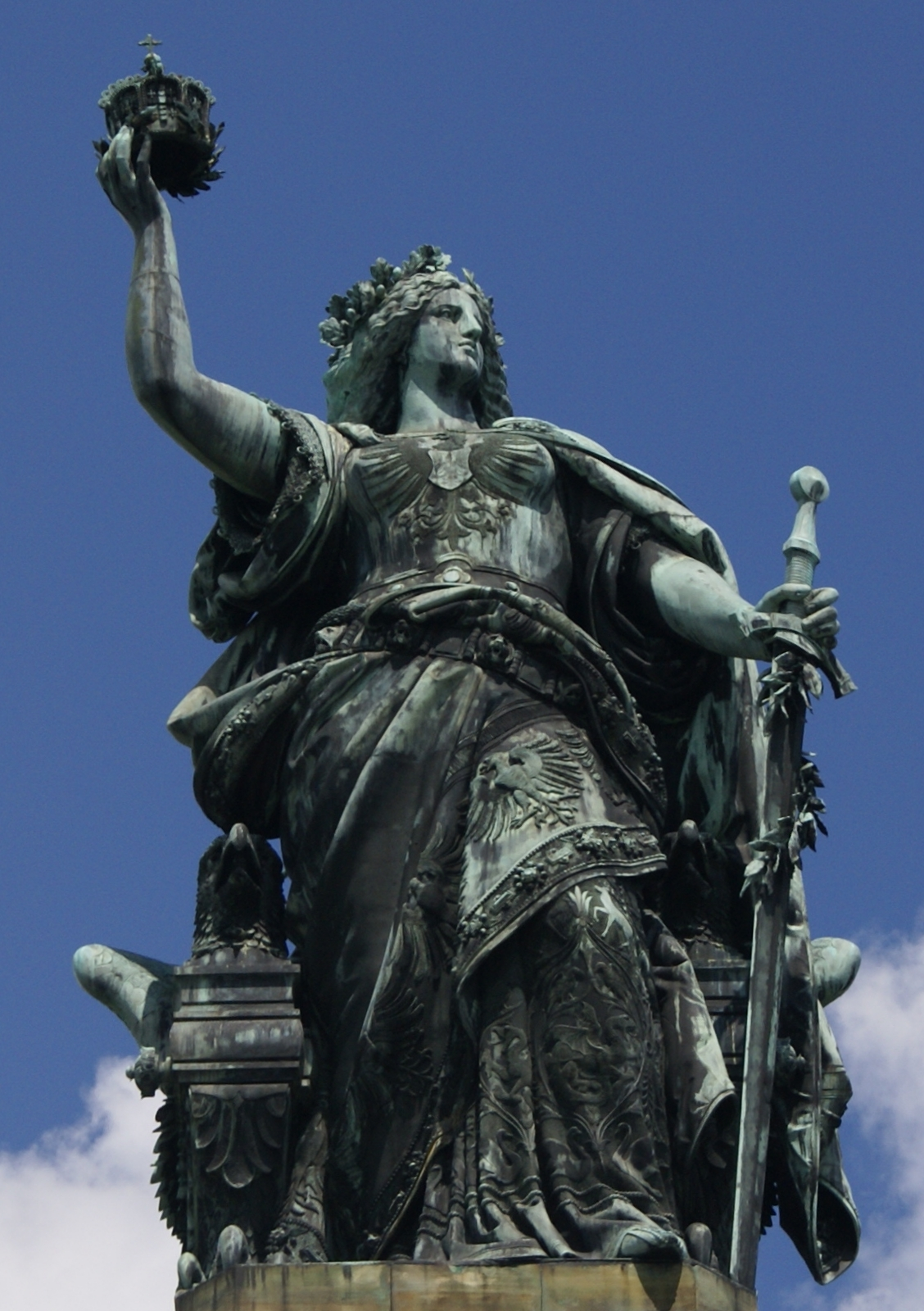
Niederwalddenkmal
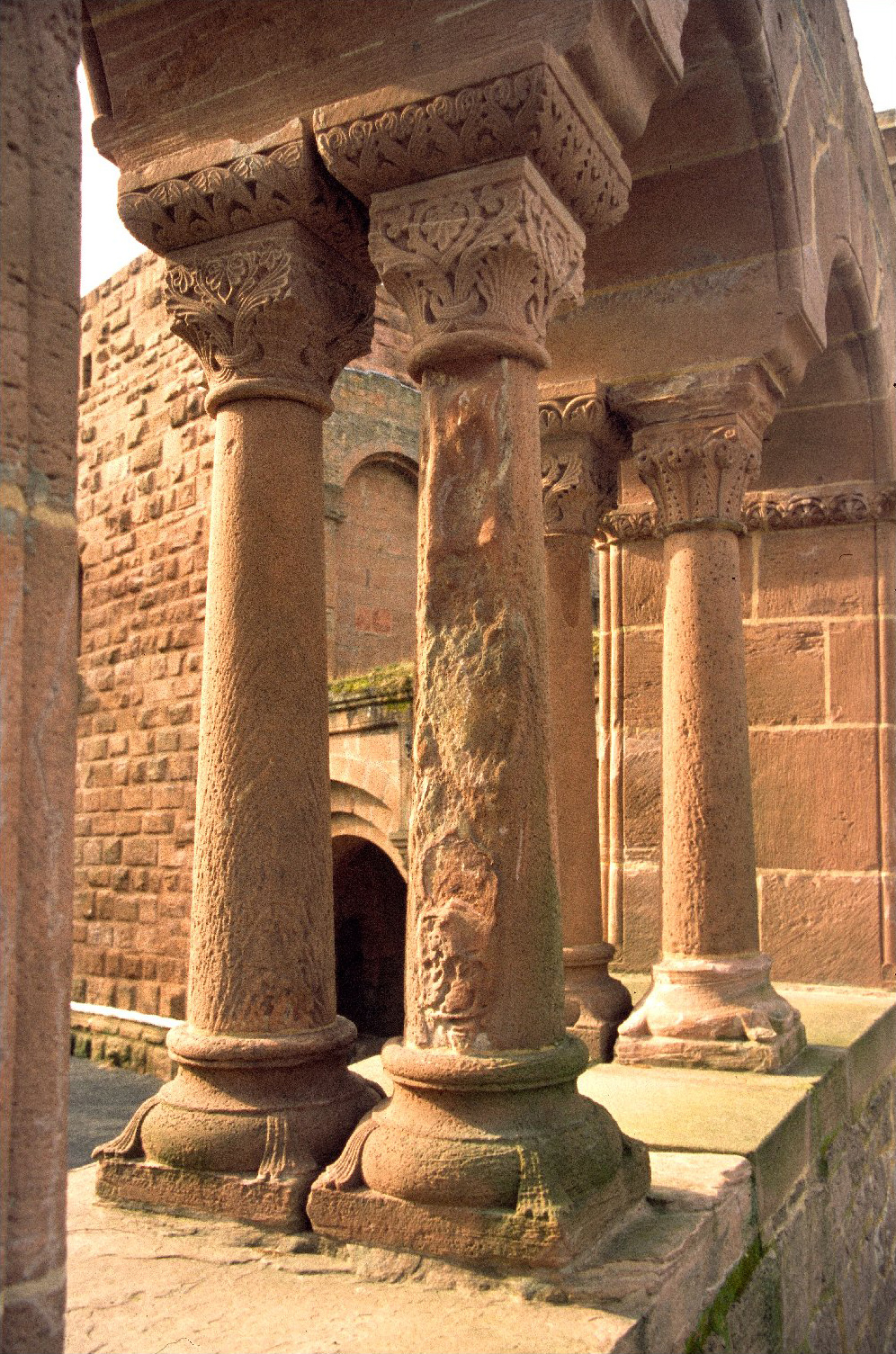
Gelnhausen, Kaiserpfalz
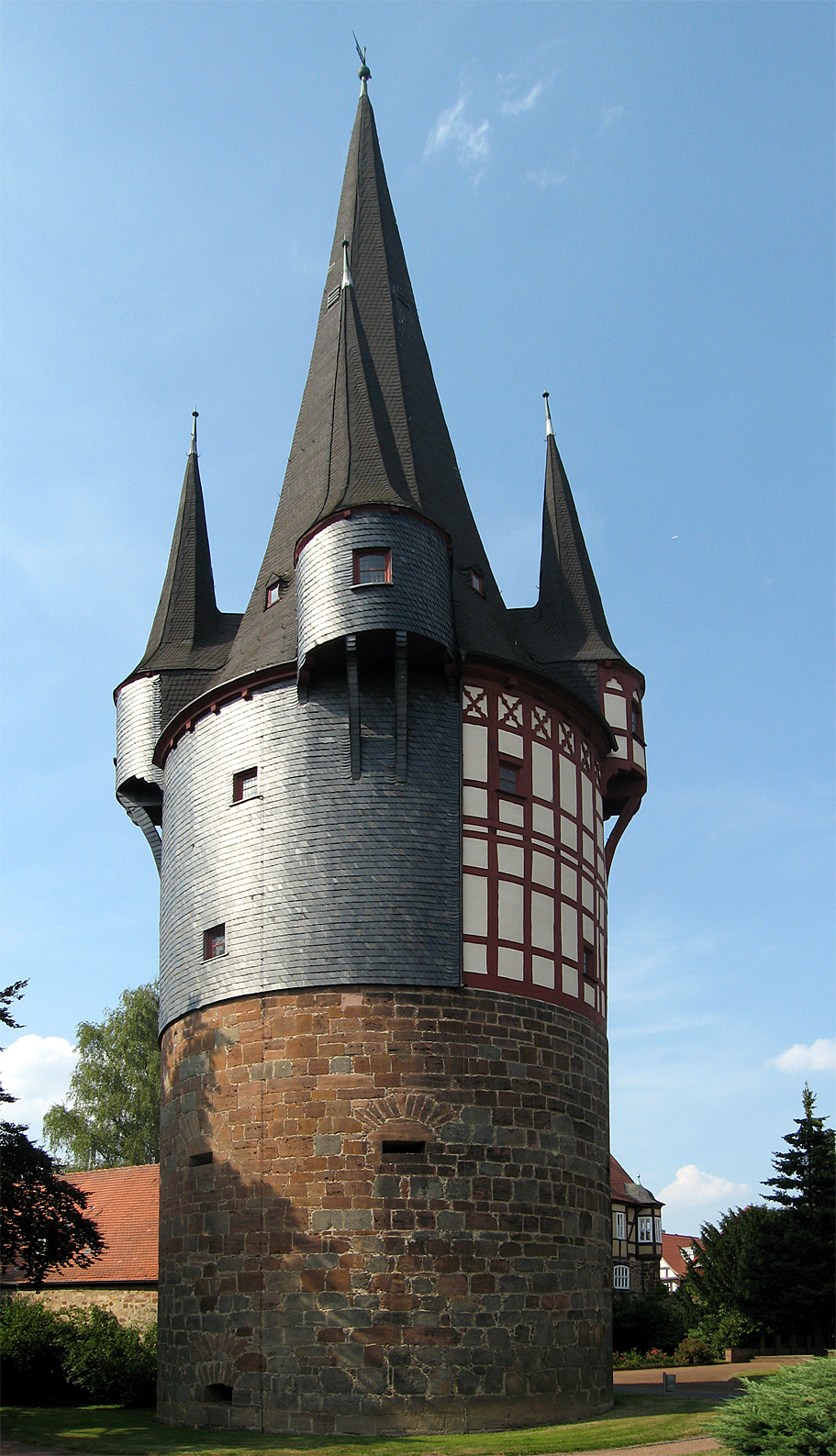
Junker-Hansen-Turm, Neustadt
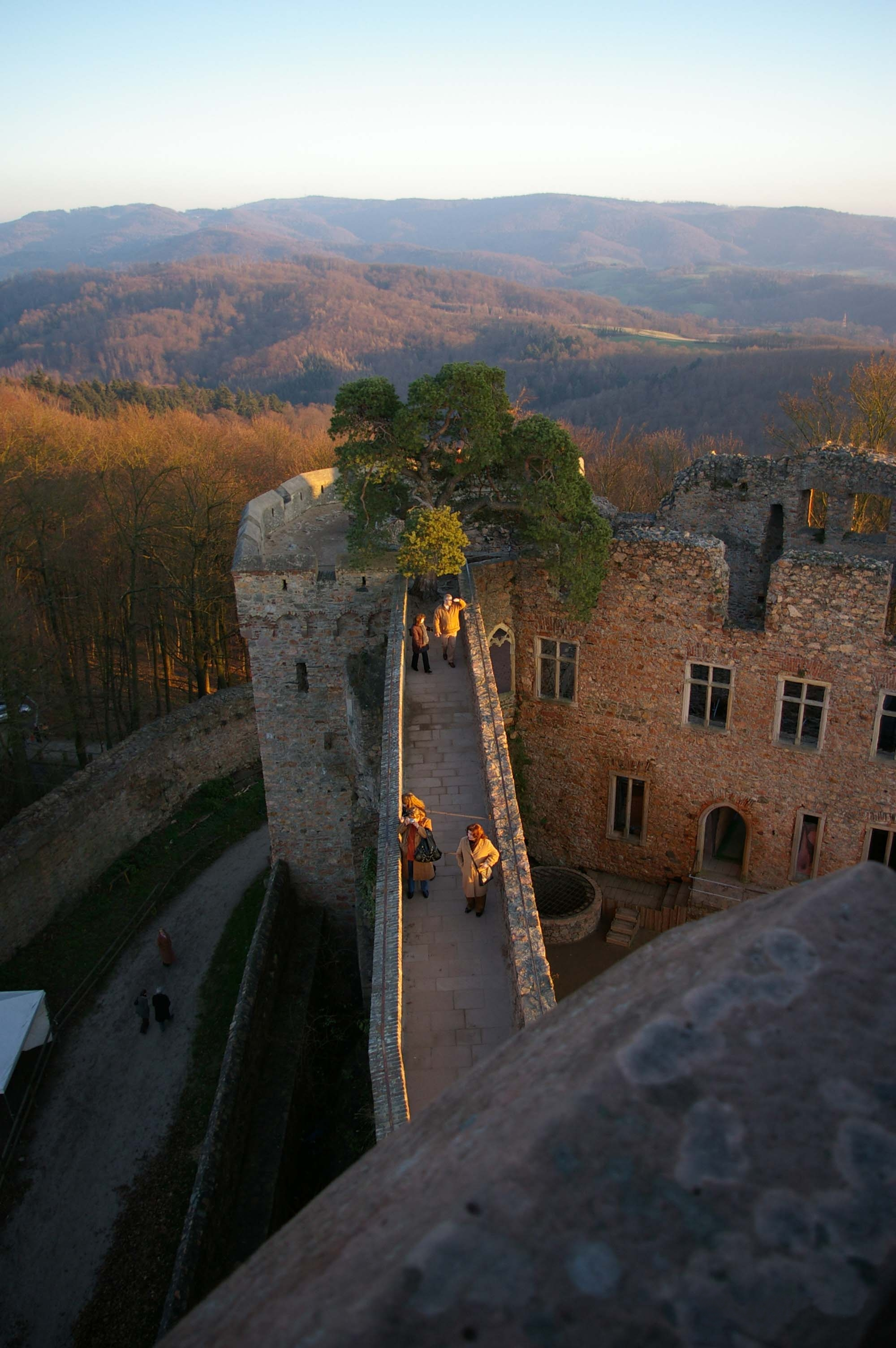
Schloss Auerbach
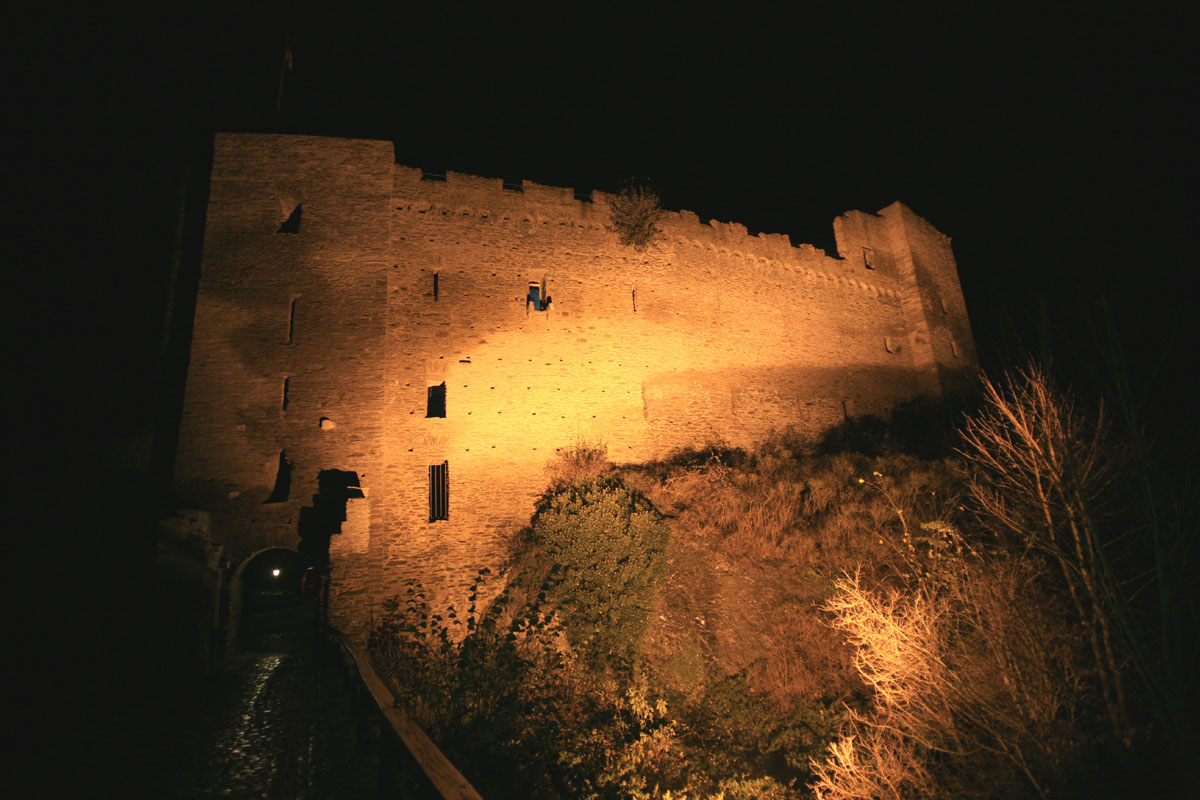
Burg Hohenstein
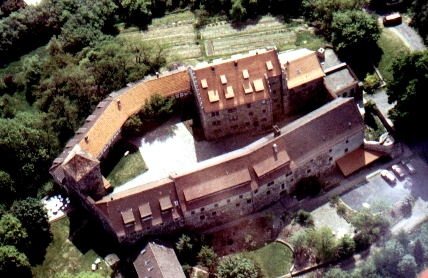
Burg Fürsteneck
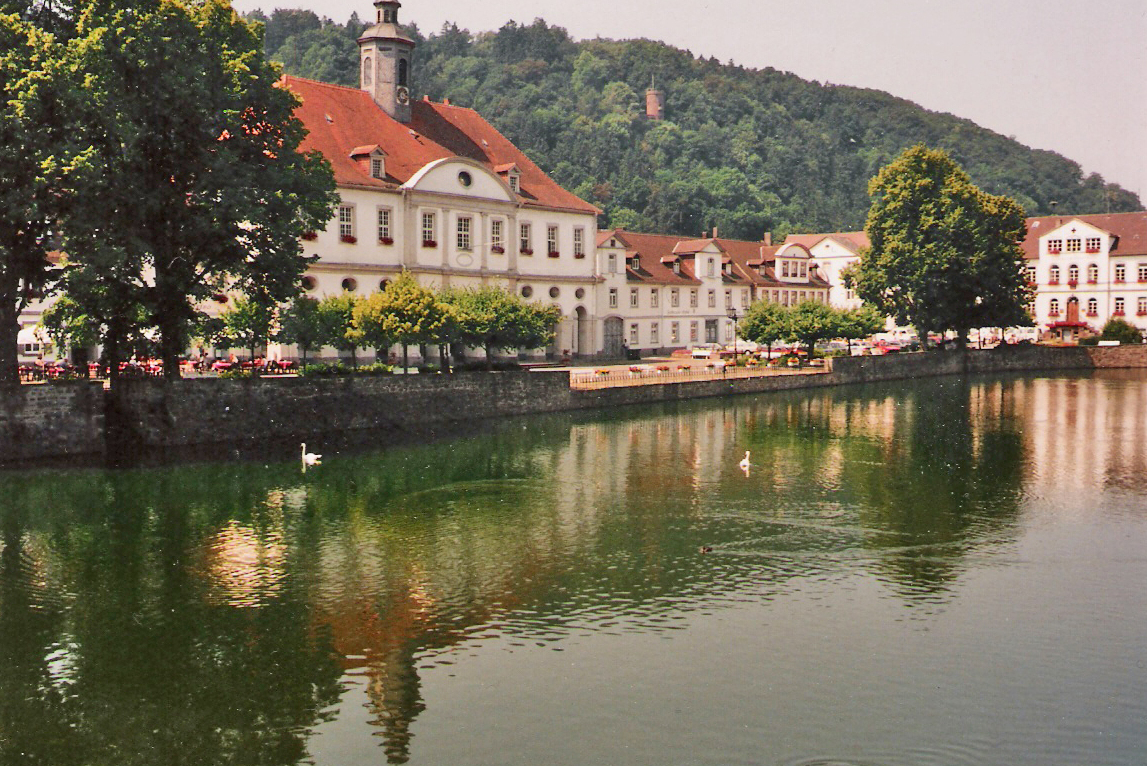
Hafenbecken in Bad Karlshafen
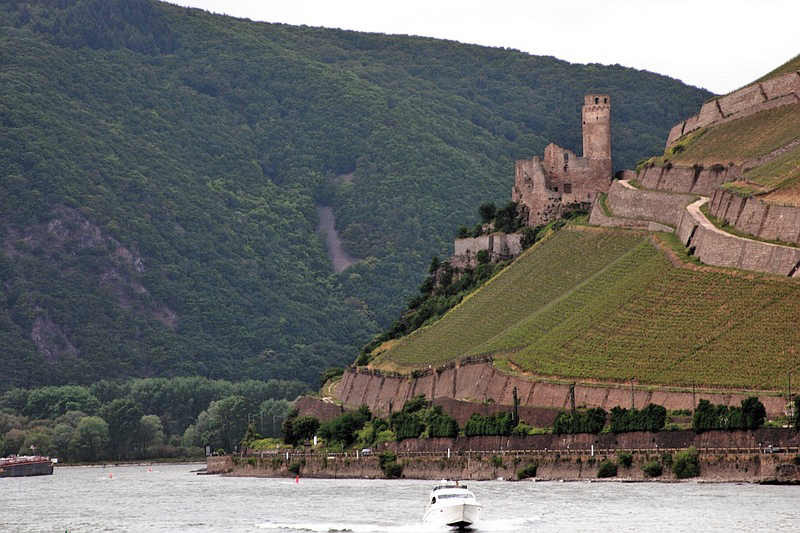
Ruine Ehrenfels

## Entwicklung
Immer wieder hat es Verschiebungen in dem Bestand der durch die Staatliche Schlösser und Gärten Hessen betreuten Liegenschaften gegeben. In den ersten Jahren des 21. Jahrhunderts sind von dritter Seite vor allem das Schloss Erbach und das Brentanohaus hinzugekommen, sowie eine Reihe historisch bedeutender Liegenschaften, die zuvor in anderen Teilen der Verwaltung des Landes Hessen betreut wurden.
Es überwiegen aber die Abgegeben an kulturhistorischen Stätten in den vergangenen Jahren.
- an die museumslandschaft hessen kassel:
  - Bad Wildungen: Schloss Friedrichstein
  - Calden: Schloss Wilhelmsthal
  - Kassel: Staatspark Karlsaue
  - Kassel: Löwenburg
  - Kassel: Schloss und Bergpark Wilhelmshöhe
- an das Landesamt für Denkmalpflege Hessen das römische Kastell Saalburg in Bad Homburg.

## Publikationen
Die Staatliche Schlösser und Gärten Hessen gab bis 2018 eine Besucher-Zeitschrift heraus: SehensWerte Schlösser & Gärten in Hessen, ISSN 1860-7632
Kataloge und Schriften:
- Bechler, Katharina / Worms, Kirsten (Hg.): Princess Eliza. Englische Impulse für Hessen-Homburg. Michael Imhof Verlag, Petersberg 2020, ISBN 978-3-7319-1021-3
- Bechler, Katharina / Worms, Kirsten (Hg.): Hessen entdecken. Schlösser – Burgen – Klöster – Gärten. Mit Fotografien von Michael Leukel. Michael Imhof Verlag, Petersberg 2021, ISBN 978-3-7319-1126-5
- Riotte, Torsten / Worms, Kirsten (Hg.): Das Kaiserreich vermitteln. Brüche und Kontinuitäten seit 1918. Wallstein Verlag, Göttingen 2022, ISBN 978-3-8353-4819-6
- Staatliche Schlösser und Gärten Hessen (Hg.): Der Königsflügel von Schloss Bad Homburg. Fotografien von Frank Röth. Nünnerich Asmus, Mainz 2021, ISBN 978-3-96176-175-3.
- Staatliche Schlösser und Gärten Hessen (Hg): Hessen entdecken. Schlösser, Burgen, Klöster, Gärten. Imhof Verlag, Petersberg 2021, ISBN 978-3-7319-1126-5.
- Staatliche Schlösser und Gärten Hessen / Formann, Inken / Worms, Kirsten (Hg.): Tempel der Pomona im Schlosspark Bad Homburg. Michael Imhof Verlag, Petersberg 2021, ISBN 978-3-7319-1156-2
- Staatliche Schlösser und Gärten Hessen (Hg.):Staatliche Schlösser und Gärten Hessen (Hg.): Zeitversetzt. Magazin zur Wiedereröffnung des Königsflügels von Schloss Bad Homburg. Schnell & Steiner, Regensburg 2021, ISBN 978-3-7954-3643-8.

Reihe Kulturschätze kompakt:
- Staatliche Schlösser und Gärten Hessen (Hg.): Der Osteinsche Niederwald und das Niederwalddenkmal. Kulturschätze kompakt, Band 1. Schnell & Steiner, Regensburg 2020, ISBN 978-3-7954-3597-4.
- Staatliche Schlösser und Gärten Hessen (Hg.): Kaiserpfalz Gelnhausen. Kulturschätze kompakt, Band 2. Schnell & Steiner, Regensburg 2021, ISBN 978-3-7954-3636-0.
- Staatliche Schlösser und Gärten Hessen (Hg.): Schloss und Schlosspark Bad Homburg. Kulturschätze kompakt, Band 3. Schnell & Steiner, Regensburg 2021, ISBN 978-3-7954-3690-2.